# Banova Jaruga
Banova Jaruga är en ort i Kroatien.   Den ligger i länet Moslavina, i den östra delen av landet, 80 km sydost om huvudstaden Zagreb. Banova Jaruga ligger 110 meter över havet och antalet invånare är 669.
Terrängen runt Banova Jaruga är platt. Runt Banova Jaruga är det glesbefolkat, med 19 invånare per kvadratkilometer. Närmaste större samhälle är Kutina, 10,3 km väster om Banova Jaruga. Omgivningarna runt Banova Jaruga är en mosaik av jordbruksmark och naturlig växtlighet.